# Ana Vidović
Ana Vidović (Karlovac, 8 november 1980) is een Kroatische klassiek gitariste.

## Biografie
Vidović begon met gitaarspelen toen ze vijf jaar oud was, geïnspireerd door het spel van haar broer Viktor. Haar vader speelt elektrische gitaar. Op achtjarige leeftijd begon ze met optreden in eigen land, en op elfjarige leeftijd trad ze internationaal op.  Met dertien jaar werd ze - als jongste student ooit - toegelaten tot het conservatorium van Zagreb. Ze vervolgde haar opleiding aan het Peabody Institute in Baltimore. In mei 2003 studeerde ze af. Sindsdien woont Vidović in de Verenigde Staten, waar ze privéles geeft.
Vidović won talloze gitaarwedstrijden, waaronder de Albert Augustine International Competition in Bath, het Concorso Internazionale di chitarra "Fernando Sor" in Rome in 2008, en het Certamen Internacional de Guitarra Francesc Tàrrega in Benicàssim. Ook won ze de eerste prijs tijdens de Eurovision Young Musicians-competitie, de Mauro Giuliani-competitie in Italië, de Printemps de la guitare in België, en de Young Concert Artists-competitie in New York. Sinds 2008 heeft Vidović meer dan duizend concerten gegeven.
Haar eerste cd werd opgenomen in 1994. Het zwaartepunt van haar oeuvre ligt bij Johann Sebastian Bach en Federico Moreno Torroba. Ze heeft in totaal zes cd's uitgebracht.

## Discografie
- Ana Vidović, Croatia Records (1994)
- Ana Vidović - Guitar, BGS Records (1996)
- The Croatian Prodigy, BGS (1999)
- Guitar Recital, Naxos Laureate Series (2000)
- Ana Vidovic Live!, Croatia Records (2001)
- Federico Moreno Torroba Guitar Music Vol. 1, Naxos (2007)

- Bibsys: 4035358
- Gemeinsame Normdatei: 1160053308
- International Standard Name Identifier: 0000 0000 5218 8990
- Library of Congress Control Number: no2002079257
- MusicBrainz: 36b04c93-4bad-45e0-96ad-8cf7313ecce1
- Nationale en Universitaire bibliotheek Zagreb: 000117414
- Système universitaire de documentation: 152922970
- Virtual International Authority File: 4603073
- WorldCat: E39PBJmP4mdyYqrbWRqP97rrMP